# Peter Jenny (Politiker, 1800)
Peter Jenny (* 30. Dezember 1800 in Schwanden; † 30. Januar 1874 ebenda) war ein Schweizer Politiker und Industrieller. Von 1857 bis 1866 gehörte er dem Nationalrat an.

## Leben
Peter Jenny war der Sohn des Landschreibers und Kaufmanns Felix Jenny, Teilhaber des bedeutenden Textilunternehmens Jenny & Blumer. Nach einer kaufmännischen Ausbildung in Italien übernahm er im Unternehmen eine leitende Stellung. Ebenso war er Direktor der Schiefer-Bergwerke in Engi. Ab 1836 war er Ratsherr des Kantons Glarus, von 1836 bis 1842 Mitglied der Standeskommission (Kantonsregierung). Ebenso präsidierte er die Militärkommission, die Strassenkommission und die Baukommission.
Jenny trat 1837 trotz seiner bisweilen konservativen Neigungen für eine liberale Kantonsverfassung ein, ab 1845 gehörte er dem Appellationsgericht an. 1851 initiierte er die Bank in Glarus (Vorgängerin der Glarner Kantonalbank), von 1857 bis 1874 sass er im Verwaltungsrat der Vereinigten Schweizerbahnen. Jenny kandidierte mit Erfolg bei den Nationalratswahlen 1857. Im Nationalrat galt er als Handels- und Zollexperte, 1866 trat er zurück. Schliesslich war er von 1868 bis 1872 Schweizer Konsul in Ancona.
Mit dem gleichnamigen Politiker, der von 1866 bis 1872 im Nationalrat sass, war er entfernt verwandt.